# Ka'an Arcus
Il Ka'an Arcus è una struttura geologica della superficie di 486958 Arrokoth.